# Leichtathletik-Weltmeisterschaften 2023/Teilnehmer (Eritrea)
| Gelbes Symbol für Goldmedaillen mit stilisierten Olympischen Ringen | Graues Symbol für Silbermedaillen mit stilisierten Olympischen Ringen | Braundes Symbol für Bronzemedaillen mit stilisierten Olympischen Ringen |
| ------------------------------------------------------------------- | --------------------------------------------------------------------- | ----------------------------------------------------------------------- |
| —                                                                   | —                                                                     | —                                                                       |

Der Leichtathletikverband von Eritrea nahm an den Leichtathletik-Weltmeisterschaften 2023 in Budapest teil. Sechs Athletinnen und Athleten wurden vom eritreischen Verband nominiert.

## Ergebnisse

### Frauen

#### Laufdisziplinen
| Athletin     | Disziplin | Vorlauf | Vorlauf | Halbfinale | Halbfinale | Finale    | Finale |
| Athletin     | Disziplin | Zeit    | Platz   | Zeit       | Platz      | Zeit      | Platz  |
| ------------ | --------- | ------- | ------- | ---------- | ---------- | --------- | ------ |
| Dolshi Tesfu | Marathon  |         |         |            |            | 2:28:54 h | 10     |
| Nazret Weldu | Marathon  |         |         |            |            | 2:27:23 h | 8      |

### Männer

#### Laufdisziplinen
| Athlet             | Disziplin | Vorlauf | Vorlauf | Halbfinale | Halbfinale | Finale       | Finale |
| Athlet             | Disziplin | Zeit    | Platz   | Zeit       | Platz      | Zeit         | Platz  |
| ------------------ | --------- | ------- | ------- | ---------- | ---------- | ------------ | ------ |
| Merhawi Mebrahtu   | 10.000 m  |         |         |            |            | 28:50,62 min | 19     |
| Goitom Kifle       | Marathon  |         |         |            |            | 2:21:28 h    | 48     |
| Oqbe Kibrom Ruesom | Marathon  |         |         |            |            | DNF          | DNF    |
| Berhane Tsegay     | Marathon  |         |         |            |            | 2:16:08 h    | 33     |